# Estampida de Halloween de Seúl
La estampida de Halloween de Seúl fue una estampida humana con múltiples víctimas ocurrida el 29 de octubre de 2022 en el barrio de Itaewon en Seúl, Corea del Sur. Según el último recuento de víctimas, la tragedia se ha saldado con al menos 156 fallecidos y 152 heridos.
Es la peor catástrofe en Corea del Sur desde el naufragio del Sewol en 2014, en el que murieron más de 300 personas, y el mayor siniestro masivo en Seúl desde el derrumbe de los grandes almacenes Sampoong en 1995, en el que murieron 502 personas y 937 resultaron heridas. Fue el aplastamiento de la multitud más mortal en la historia del país, superando el incidente de 1959 en el estadio Gudeok de Busan en el que 67 personas murieron aplastadas.
Un equipo especial de policía realizó una investigación del desastre en cuestión de días y el 13 de enero de 2023 concluyó que la causa del incidente fue la incapacidad de la policía y el gobierno para prepararse adecuadamente para las multitudes, a pesar de una serie de advertencias.
Tras el desastre y durante toda la investigación, el gobierno y la policía se enfrentaron a críticas y protestas generalizadas. El presidente Yoon Suk Yeol y su administración se enfrentaron a una serie de protestas que exigían su dimisión, aunque no lo hizo. En un principio, el presidente aceptó cierta responsabilidad por el suceso, pero más tarde se retractó de la declaración y eludió la responsabilidad.

## Antecedentes
El distrito de Itaewon, ubicado en el centro de Seúl, es un lugar popular para reuniones ya que el área alberga clubes nocturnos y bares. Aproximadamente 100 000 personas asistieron al evento de Halloween en Itaewon. Fue el festival de Halloween más concurrido en el área desde la pandemia de COVID-19.

## Estampida
La aglomeración de la multitud ocurrió a las 10:20 p. m. hora local a lo largo de una calle estrecha cerca del Hotel Hamilton. Varios medios locales declararon que la gente se agolpó en un bar debido al rumor de que una celebridad no identificada estaba presente. La calle en la que ocurrió el incidente estaba conectada a una calle principal, con la calle en pendiente hacia abajo y finalmente encontrándose con otra calle, lo que provocó que las personas fueran amontonadas y empujadas a lo largo del segmento angosto de la calle. La calle tenía solo unos 45 metros de largo y 4 metros de ancho, con su parte más estrecha midiendo solo 3,2 metros. Esto impidió que los servicios de emergencia pudieran acceder a la calle. Los funcionarios de emergencia dijeron que al menos 81 llamadas fueron realizadas por personas que experimentaban dificultades respiratorias. Fotografías y videos en las redes sociales mostraron escenas de confusión mientras los asistentes al festival vestidos con disfraces intentaban resucitar a los heridos.

## Repercusiones
Se han confirmado 155 fallecidos y 152 heridos, lo que eleva a 307 las víctimas de la catástrofe.  Se depositaron los cuerpos de numerosas víctimas en las calles, cubiertos con sábanas azules y con pañuelos, mientras  paramédicos, policías y  voluntarios realizaban maniobras RCP a las personas inconscientes. Algunos cuerpos fueron transportados en ambulancias. El departamento de bomberos de Yongsan desde un primer momento avisó de que el número de muertos podría aumentar debido a que muchas personas heridas fueron transportadas a hospitales en toda la ciudad.

## Respuesta a la estampida

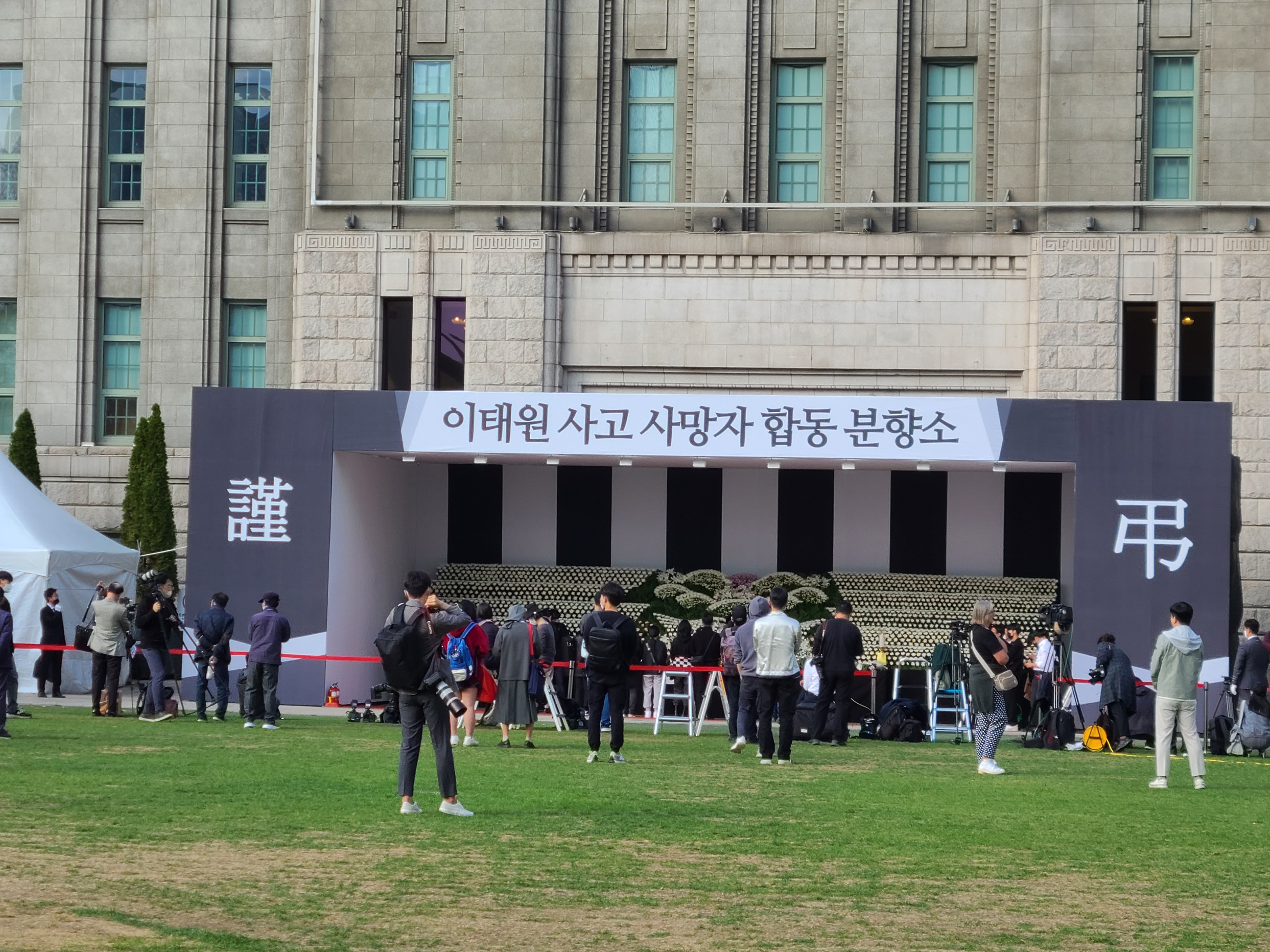
Monumento en la plaza del Ayuntamiento de Seúl.

Las autoridades metropolitanas de Seúl emitieron un mensaje de emergencia a los teléfonos móviles en Yongsan instando a las personas a regresar de inmediato a sus hogares debido a un "incidente de emergencia cerca del Hotel Hamilton en Itaewon". La Agencia Nacional de Bomberos dijo que 400 miembros del personal de emergencia de todo el país se habían desplegado en el lugar.
El alcalde de Seúl, Oh Se-hoon, que estaba de viaje por Europa, regresó a Seúl. El presidente Yoon Suk-yeol asistió a un informe de emergencia. Sugirió tratar rápidamente a los heridos y revisar la seguridad de los lugares de celebración. El Ministerio de Sanidad y Bienestar Social dijo que se proporcionaría asistencia psicológica en los puestos de asesoramiento de los monumentos conmemorativos de Seúl. También se proporcionó asistencia psicológica a las escuelas en las que estudiaban las víctimas.

### Luto nacional
El presidente Yoon Suk-yeol decretó un período de luto nacional hasta el 5 de noviembre de 2022 por las víctimas de la estampida y se declaró el distrito de Yongsan, donde se encuentra el barrio de Itaewon, como zona catastrófica.

## Víctimas
| Por nacionalidad | Víctimas | Notas  |
| ---------------- | -------- | ------ |
| Australia        | 1        | [ 22 ] |
| Austria          | 1        | [ 23 ] |
| China            | 4        | [ 24 ] |
| Corea del Sur    | 129      | [ 25 ] |
| Estados Unidos   | 2        | [ 26 ] |
| Francia          | 1        | [ 27 ] |
| Irán             | 5        | [ 28 ] |
| Japón            | 2        | [ 29 ] |
| Kazajistán       | 1        | [ 30 ] |
| Noruega          | 1        | [ 31 ] |
| Sri Lanka        | 1        | [ 32 ] |
| Rusia            | 4        | [ 33 ] |
| Tailandia        | 1        | [ 34 ] |
| Uzbekistán       | 1        | [ 35 ] |
| Vietnam          | 1        | [ 36 ] |
| Total            | 155      |        |

La Agencia Nacional de Policía dijo que había al menos 154 muertos, y que se esperaba que hubiera más víctimas mortales. Los muertos conocidos eran 97 mujeres y 56 hombres. La mayoría de los muertos eran adolescentes o veinteañeros. Entre los fallecidos había 26 extranjeros, entre los que se encontraban ciudadanos de Australia, Austria, China, Estados Unidos, Francia, Irán, Japón, Kazajistán, Noruega, Rusia, Sri Lanka, Tailandia, Uzbekistán y Vietnam. Cuatro víctimas eran adolescentes, 95 personas tenían 20 años, 32 personas tenían 30 años, nueve tenían 40 años y 13 aún no han sido identificadas, según el Ministerio.

### Identificación de las víctimas
Al día siguiente se presentaron otras 4024 denuncias de personas desaparecidas la policía dijo que identificaría a las víctimas y transmitiría la información a los familiares.
En la tarde del 30 de octubre, se había identificado a cerca del 90 % de las víctimas. El 10 por ciento restante (12 cadáveres) eran de adolescentes locales o extranjeros Los funcionarios dijeron que al principio fue difícil identificar a los fallecidos debido a sus disfraces de Halloween y a que muchos no llevaban identificación. El Centro de Servicios Comunitarios de Hannam-dong funcionó como centro temporal de personas desaparecidas Los funcionarios que suelen ocuparse de los certificados de nacimiento o de los registros de domicilio ayudaron a identificar a las víctimas. Los trabajadores del centro respondieron a las llamadas telefónicas del público sobre los desaparecidos. Desde las 05:30 del 30 de octubre, el centro registró al menos 3580 horas de llamadas.

## Reacciones internacionales
- Estados Unidos: El presidente de los Estados Unidos, Joe Biden a través de su cuenta Twitter, mando una nota de condolencia al pueblo surcoreano por la estampida acontecida, diciendo "que su esposa, la primera dama Jill Biden, y él transmitían sus más profundas condolencias a las familias que perdieron a sus seres queridos en Seúl. Dijeron que están de luto junto con el pueblo surcoreano y que envían sus mejores deseos para la pronta recuperación a todos los heridos".[47]
- Francia: El presidente francés Emmanuel Macron, se solidarizo con el pueblo surcoreano, el cual envió una nota de condolencia en su cuenta de Twitter diciendo que: "Un pensamiento conmovedor esta noche para los habitantes de Seúl y para todo el pueblo coreano después del drama de Itaewon. Francia está a tu lado".[48]
- Reino Unido: El primer ministro británico Rishi Sunak también se expreso en su cuenta de Twitter, diciendo: "que todos sus pensamientos están con aquellos que están respondiendo a la situación y con todos los surcoreanos en estos "tiempos tan angustiantes"."[49]
- Ucrania: El presidente ucraniano, Volodímir Zelenski, se solidarizó por medio de Twitter, escribiendo en su cuenta, "Mi más sentido pésame al pueblo de la República de Corea por la tragedia de Seúl. Compartimos su dolor y deseamos sinceramente una pronta recuperación a todas las víctimas".
- México: El gobierno de México lamentó el deceso de más de un centenar de personas y que haya decenas de heridos a causa de una estampida registrada en Seúl, Corea del Sur. En Twitter la Secretaría de Relaciones Exteriores (SRE) escribió: “El gobierno de México expresa su profundo pesar por la estampida ocurrida en Seúl, que causó más de un centenar de muertos y decenas de heridos. Nuestra solidaridad con el gobierno de la República de Corea y las familias afectadas”.[50][51]

Otros líderes de diversas naciones del mundo como son: El primer ministro australiano Anthony Albanese, el primer ministro canadiense Justin Trudeau, el canciller alemán Olaf Scholz, la presidenta de Singapur Halimah Yacob, el presidente chino Xi Jinping, el primer ministro japonés Fumio Kishida, el presidente de Indonesia Joko Widodo, el ministro de Relaciones Exteriores de la India S. Jaishankar, el ministro de Relaciones Exteriores de Malasia Saifuddin Abdullah, la primera ministra de Italia Giorgia Meloni, y el Primer Ministro de Polonia Mateusz Morawiecki, expresaron sus condolencias.